# Braille

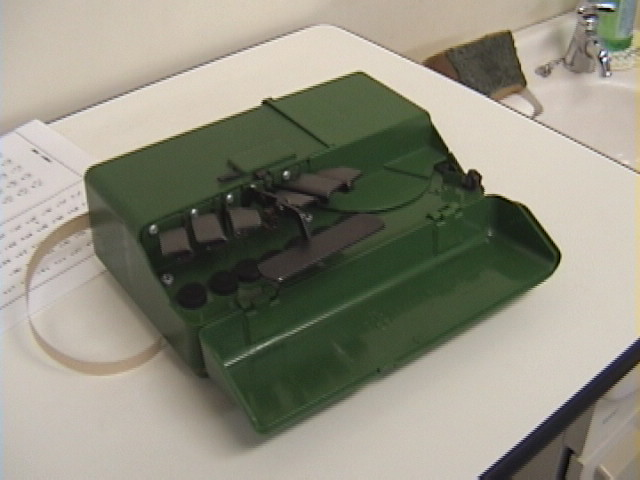
Máquina Writer de escritura braille.

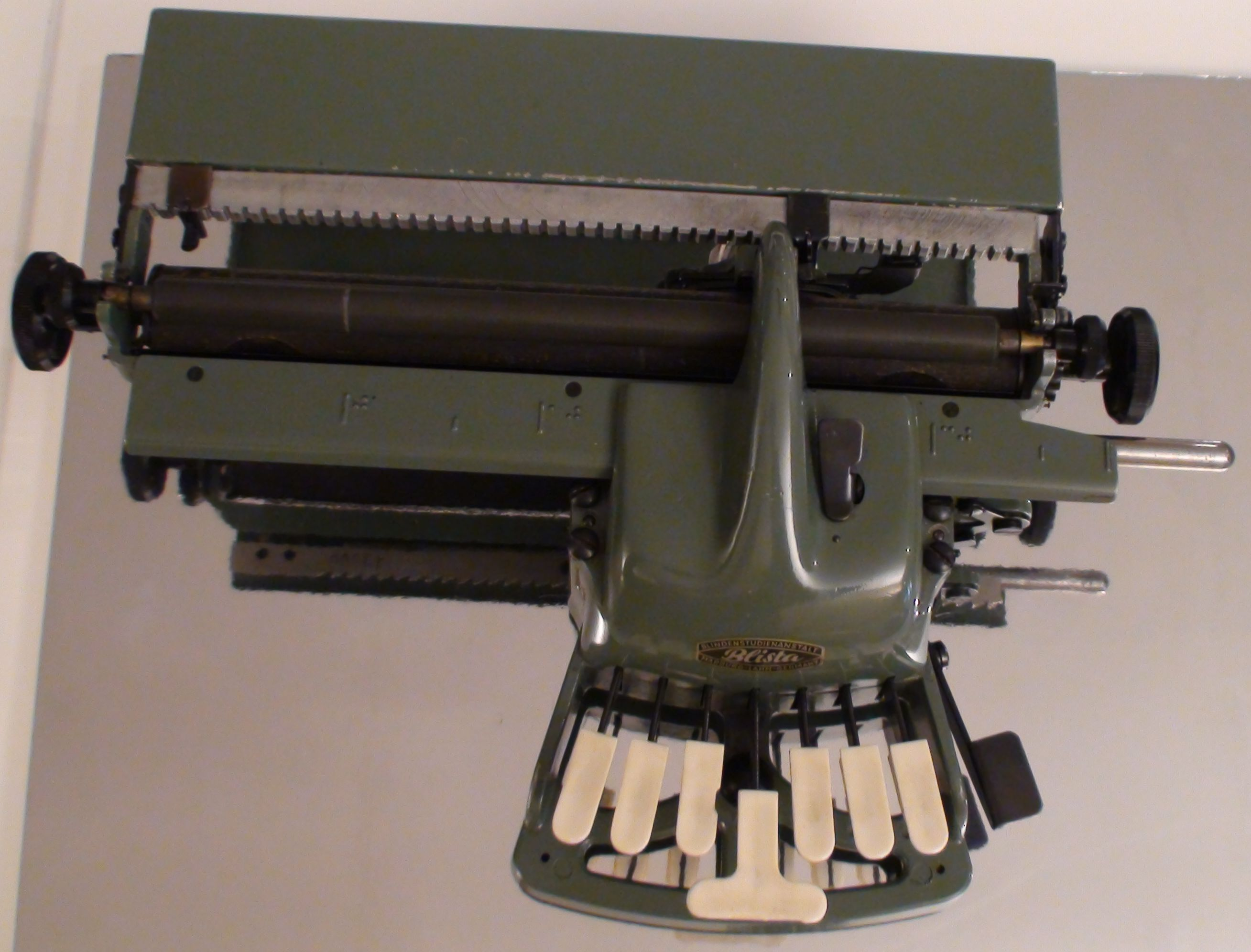
Máquina Blista para la escritura braille.

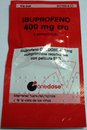
Unidosis farmacéutica con braille.

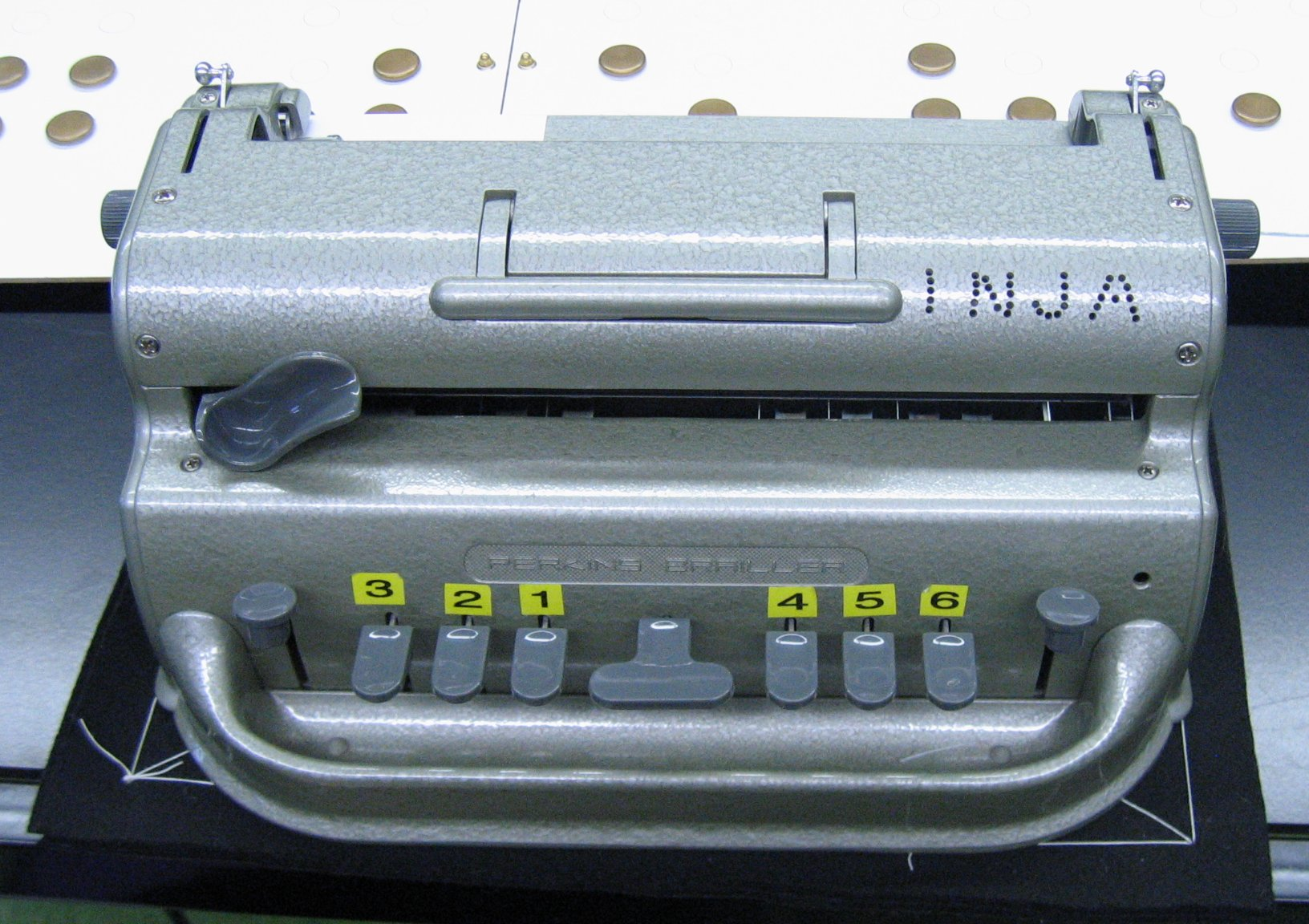
Máquina Perkins de escritura braille.

El braille (pronunciado ⟨bráille⟩o ⟨bráiye⟩) es un sistema de lectura y escritura táctil pensado para personas ciegas. Se conoce también como cecografía. 
Fue ideado a mediados del siglo XIX por el francés Louis Braille (1809-1852), que se quedó ciego debido a un accidente durante su niñez mientras jugaba en el taller de su padre. Cuando tenía 3 años, el director de la Escuela de Ciegos y Sordos de París –donde estudiaba el joven Braille– le pidió que probara un sistema de lectoescritura táctil inventado por el militar Charles Barbier de la Serre para transmitir órdenes a puestos de avanzada sin tener necesidad de delatar la posición durante las noches. Louis Braille descubrió al cabo de un tiempo que el sistema era válido y lo reinventó utilizando un sistema de 8 puntos. Al cabo de unos años lo simplificó dejándolo en el sistema universalmente conocido y adoptado de 6 puntos.
El braille resulta interesante también por tratarse de un sistema de numeración binario que precedió a la aparición de la informática.

## El alfabeto Braille
Desde 1825, cuando Louis Braille ideó su sistema de puntos en relieve, las personas ciegas han contado con una herramienta válida y eficaz para leer, escribir, componer o dedicarse a la informática.
El sistema braille no es un idioma, sino un alfabeto. Con el braille pueden representarse las letras, los signos de puntuación, los números, la grafía científica, los símbolos matemáticos, la música, etc. El braille suele consistir en celdas de seis puntos en relieve, organizados como una matriz de tres filas por dos columnas, que convencionalmente se numeran de arriba abajo y de izquierda a derecha.
Existen signografías braille para representar taquigrafía (generado con una máquina que marca los puntos sobre una cinta de papel) y para representar notaciones matemáticas, también llamado Código Matemático Unificado, y musicales.
Con la introducción de la informática, el braille se amplió a un código de ocho puntos, de tal manera que una letra individual puede ser codificada con una sola celda, pudiendo representar una celda cualquier carácter ASCII. Las 256 combinaciones posibles de los ocho puntos están codificadas según el estándar Unicode.
La introducción de las Tecnologías de Acceso a la Información ha generado una necesidad de establecer nuevas signografías sobre informática y electrónica publicadas por la Comisión Braille Española en enero de 2009.  El braille puede escribirse manualmente usando una plancha y un punzón, de forma que cada punto sea generado desde el dorso de la página, escrito en una imagen simétrica (como la que se obtiene al mirar por un espejo), con una máquina de escribir braille (por ejemplo, Perkins, Blista y Writer), con una impresora braille conectada a una computadora, o mediante un dispositivo braille.

### Generación de los signos
La presencia o ausencia de puntos permite la codificación de los símbolos. Mediante estos seis puntos también denominado signo generador, se obtienen 64 combinaciones diferentes. La presencia o ausencia de punto en cada posición determina de qué letra se trata. 
El alfabeto francés es el que sirve de base a la génesis de los demás alfabetos y se desarrolla en 7 series de generación que se describen del siguiente modo:
- 1.ª serie de generación: son una combinación de los cuatro puntos superiores y representan las diez primeras letras (de la a hasta la j minúsculas).
- 2.ª serie de generación: se añade el punto 3 a la 1.ª serie (inferior izquierda) y se obtienen otros diez signos (de la k a la t minúsculas).
- 3.ª serie de generación: se añade el punto 6 a la 2.ª serie (inferior derecha) y se obtienen otros diez signos (de la u a la z minúsculas, así como otras letras).
- 4.ª serie de generación: se añade el punto 6 a la 1.ª serie (inferior derecha) y se obtienen otros diez signos.
- 5.ª serie de generación: se desplazan los signos de la 1.ª serie hacia abajo dejando los puntos superiores (1 y 4) vacíos.
- 6.ª serie de generación: se omiten los puntos 1 y 2; se combinan los puntos 3, 4, 5 y 6.
- 7.ª serie de generación: se omiten los puntos de la primera columna (puntos 1, 2 y 3) y se combinan los puntos 4, 5 y 6.

Las combinaciones posibles son 26, es decir, 64. Puesto que la 64.ª es el espacio vacío, resultan 63 combinaciones útiles (5 series de 10 signos, una de 6 y otra de 7) que son claramente insuficientes para representar toda la signografía humana en cualquier idioma, considerando las diversas notaciones científicas y artísticas. Para multiplicar las posibilidades, Braille ideó signos diferenciadores especiales que, antepuestos a otro signo, lo convierten en una letra mayúscula, letra bastardilla, número o nota musical. En el braille español, los códigos de las letras minúsculas, la mayoría de los signos de puntuación, algunos caracteres especiales y algunas palabras se codifican directamente con una celda, pero las mayúsculas y números son representados combinando las letras con otro símbolo previo. Todo ello requiere de una didáctica propia para su aprendizaje que considera la lógica del diseño de la signografía, pero también las características propias de la percepción háptica que solo una persona ciega como Braille podía comprender.

### Español

Signo generador del braille. Disposición de los puntos en dos columnas.

a, 1
b, 2
c, 3
d, 4
e, 5
f, 6
g, 7
h, 8
i, 9
j, 0
k
l
m
n
o
p
q
r
s
t
u
v
x
y
z
á
é
í
ó
ú
ü
ñ
w
&
Punto.

- Punto .
Prefijo numérico
Mayúscula
Coma ,
Signo de interrogación ¿ ?
Punto y coma ;
Signo de exclamación ¡ !
Comillas "
Paréntesis de apertura (
Paréntesis de cierre )
Guion -
Asterisco o Énfasis *

### Ejemplo

Signo de número.
Letra F.

Estos caracteres representan el número seis, el cual se escribe así «prefijo numeral + f» que es igual al número 6.

### Tamaño

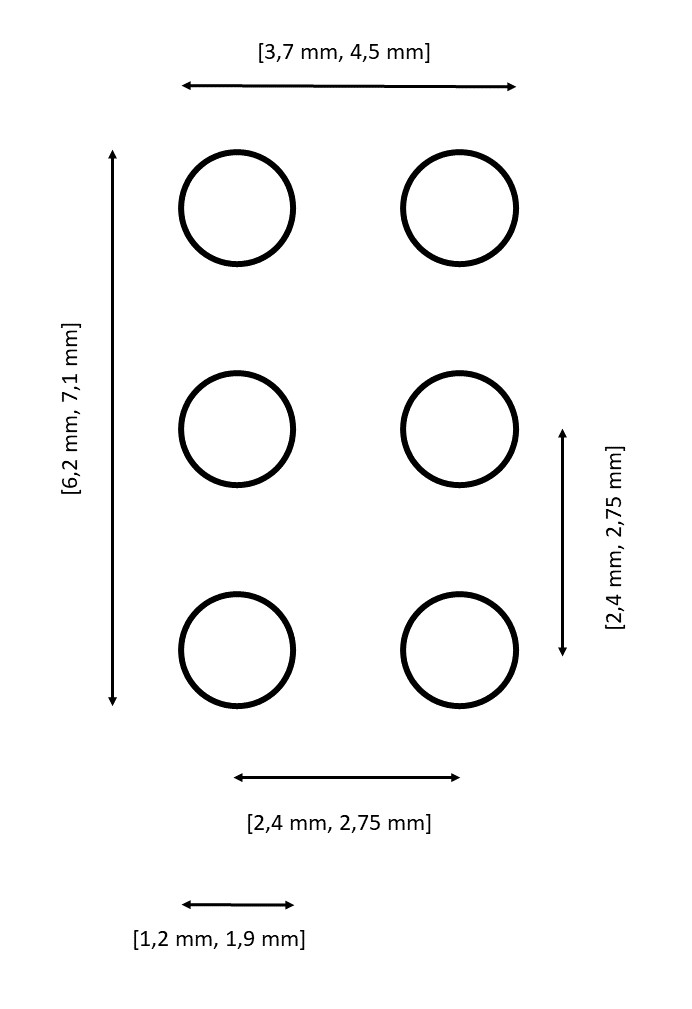
Medidas de la celda de braille en el Documento técnico B 1. Parámetros dimensionales del braille. Documentos técnicos. Comisión Braille Española (2014).

De acuerdo con los Documentos técnicos relacionados con el Braille, el tamaño de la celda braille es:
- Altura: de 6,2 a 7,1 mm.
- Anchura: de 3,7 a 4,5 mm.
- Distancia horizontal entre los centros de puntos contiguos de la misma celda: de 2,4 a 2,75 mm.
- Distancia vertical entre los centros de puntos contiguos de la misma celda: de 2,4 a 2,75 mm.
- Diámetro de la base de los puntos: entre 1,2 y 1,9 mm.

## Alfabeto braille español en codificación Unicode
El estándar Unicode codifica patrones de braille de 8 puntos de acuerdo a su apariencia binaria, en vez de seguir un orden alfabético. Unicode define el bloque de caracteres para patrones de braille en el rango hexadecimal entre 2800 y 28FF.
Se detallan a continuación algunos de los 256 patrones codificados, junto con su significado en el braille español. Nótese, de nuevo, que en Unicode no se hace referencia alguna al significado de los patrones codificados.
| Braille | significado | - | Braille | significado                  | - | Braille | significado |  |
| ------- | ----------- | - | ------- | ---------------------------- | - | ------- | ----------- |  |
| ⠁       | a, 1        |   | ⠞       | t                            |   | ⠷       | á           |  |
| ⠃       | b, 2        |   | ⠥       | u                            |   | ⠮       | é           |  |
| ⠉       | c, 3        |   | ⠧       | v                            |   | ⠌       | í           |  |
| ⠙       | d, 4        |   | ⠺       | w                            |   | ⠬       | ó           |  |
| ⠑       | e, 5        |   | ⠭       | x                            |   | ⠾       | ú           |  |
| ⠋       | f, 6        |   | ⠽       | y                            |   | ⠳       | ü           |  |
| ⠛       | g, 7        |   | ⠵       | z                            |   |         |             |  |
| ⠓       | h, 8        |   | ⠨       | Signo de mayúsculas          |   |         |             |  |
| ⠊       | i, 9        |   | ⠼       | Signo de número              |   |         |             |  |
| ⠚       | j, 0        |   | ⠄       | Punto (.) (punto 3)          |   |         |             |  |
| ⠅       | k           |   | ⠂       | Coma (,) (punto 2)           |   |         |             |  |
| ⠇       | l           |   |         |                              |   |         |             |  |
|         |             |   | ⠢       | Signos de interrogación (¿?) |   |         |             |  |
| ⠍       | m           |   | ⠆       | Punto y coma (;)             |   |         |             |  |
| ⠝       | n           |   | ⠖       | Signos de exclamación (¡ !)  |   |         |             |  |
| ⠻       | ñ           |   | ⠒       | Dos puntos (:)               |   |         |             |  |
| ⠕       | o           |   | ⠦       | Comillas (de cualquier tipo) |   |         |             |  |
| ⠏       | p           |   | ⠣       | Abrir paréntesis "("         |   |         |             |  |
| ⠟       | q           |   | ⠜       | Cerrar paréntesis ")"        |   |         |             |  |
| ⠗       | r           |   | ⠤       | Guion (-)                    |   |         |             |  |
| ⠎       | s           |   | ⠀       | Espacio (ningún punto)       |   |         |             |  |

## Transcripción del braille
Existen diversos métodos de transcripción del braille, conocidos como "Grado 1", "Grado 2" y "Grado 3". El braille de Grado 1 es el sistema de transcripción más empleado y el método único y oficial para la publicación en España, según el acuerdo adoptado por la Comisión Braille Española. Este sistema de transcripción sustituye las notaciones en tinta (denominación de la escritura en alfabetos visuales en papel) del original por las correspondientes en braille. Los sistemas de transcripción correspondientes a los Grados 2 y 3 son conocidos como estenotipia. Su principio rector es el de economizar caracteres para ahorrar espacio, puesto que los caracteres en braille no se pueden alterar de tamaño como sucede en el caso de la tinta.
En todo el mundo existen centros de adaptación de libros y documentos accesibles para personas ciegas y deficientes visuales graves. Entre estos centros, se destacan el NLS de la Biblioteca del Congreso en Estados Unidos y la Red de Adaptación del Servicio Bibliográfico de la ONCE. la más densa del mundo en su área, y que cuenta con dos grandes dependencias en Madrid y Barcelona, cinco Servicios de Adaptación de Recursos Didácticos y Tecnológicos en sus Centros de Recursos Educativos (Madrid, Alicante, Sevilla, Pontevedra y Barcelona) y treinta y cuatro Unidades de Adaptación Documental en Delegaciones Territoriales, Direcciones de Zona, Direcciones de Apoyo y Escuela de Fisioterapia. La ONCE también enseña a leer y escribir en este código y realiza capacitaciones para Signografía Musical, también denominada Musicografía Braille

## Accesibilidad y sistema braille
Un ejemplo de la accesibilidad del braille se encuentra en los billetes canadienses en curso, que constan de una serie de puntos que indican su denominación y pueden ser fácilmente identificados por gente con problemas de vista. Este sistema no está basado en el sistema braille, sino que fue desarrollado en colaboración con gente invidente y gente con problemas visuales, después de que un estudio indicara que no todos los usuarios leían braille. El Banco Central del Paraguay, desde el año 2009, puso en circulación un billete de 2000 guaraníes con el sistema braille para los invidentes.
En España, a partir de las Elecciones Generales y Elecciones Autonómicas andaluzas de marzo de 2008, es posible utilizar este sistema para emitir el voto de forma autónoma y anónima, lo cual supone un importante avance social para la integración de las personas ciegas y con discapacidad visual severa.
A pesar de que el braille fue ideado como el principal sistema de lectura y escritura para personas ciegas, en el Reino Unido se estima que, de entre dos millones de personas con problemas de vista, solo entre 15.000 y 20.000 utilizan el sistema braille. La gente joven prefiere el texto electrónico, ya que es portátil y les permite comunicarse con sus amistades lo que ha abierto un debate sobre cómo hacer más atractivo el braille y cómo conseguir más profesores que sean capaces de enseñarlo.
El teléfono para ciegos diseñado por Seonkeun Park se anunció en 2009. Este aparato tiene un teclado y una pantalla táctil con una serie de puntos que siguen el sistema de lectura y escritura braille.
En abril de 2020, el sistema operativo Android de Google introdujo la función TalkBack, un nuevo teclado braille virtual que facilita la escritura desde la pantalla del móvil a personas con discapacidad visual.

## El braille en otros idiomas
Existen múltiples extensiones del braille para incluir letras adicionales con diacríticos, como Ç, Ô, Å.
Cuando el braille se adapta a idiomas que no utilizan el alfabeto latino, los símbolos de dicho alfabeto se asignan de acuerdo a cómo se transcribirían en el alfabeto latino, sin tener en cuenta el orden alfabético. Este es el caso del ruso, el griego, el hebreo, el árabe y el chino. En griego, por ejemplo, gamma (γ) se escribe como la letra latina g, a pesar de que su posición es la tercera en el alfabeto (al igual que la c en el alfabeto latino). La letra hebrea bet (ב), la segunda del alfabeto y la que se corresponde con la b latina, se escribe sin embargo v, ya que es así como habitualmente se pronuncia. La tse rusa (ц) se escribe como c, porque esa es comúnmente la letra para /ts/ en los idiomas eslavos que utilizan alfabeto latino. En árabe f se escribe como f, aunque históricamente sería una p. En el braille chino, basado en el alfabeto zhuyin, existen símbolos adicionales para los sonidos, diptongos y combinaciones de vocal más consonante final, además de los símbolos del braille latino para las consonantes iniciales y las vocales simples; hay sistemas diferentes dependiendo de la variedad de chino que se considere.
La letra Ñ no existe en francés, y para representarla en español se utiliza la letra Ï (la vocal I con diéresis del alfabeto francés, que no se utiliza en el idioma español).
Al menos dos adaptaciones del braille han tenido que reasignar completamente los sonidos de los diferentes símbolos:
- El braille japonés
- El braille coreano

En el braille japonés, los signos alfabéticos para una consonante y una vocal se combinan en solo un símbolo silábico. Por otra parte, en el braille coreano las consonantes tienen formas diferentes dependiendo de si van al principio o al final de la sílaba. Estas modificaciones hacen que el braille sea mucho más compatible con el japonés y el coreano, pero implica que los sonidos latinos no se pueden mantener.